# Lachesilla fuscipalpis
Lachesilla fuscipalpis är en insektsart som beskrevs av André Badonnel 1972. Lachesilla fuscipalpis ingår i släktet Lachesilla och familjen kviststövsländor. Inga underarter finns listade i Catalogue of Life.